# Fünfkampf-Weltmeisterschaft 1969

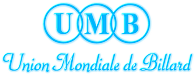
Logo UMB (ausrichtender Verband)

Veranstaltungsort: West-Berlin

Die Fünfkampf-Weltmeisterschaft 1969, auch Pentathlon-Weltmeisterschaft genannt, war das neunte Turnier in dieser Disziplin des Karambolagebillards und fand vom 19. bis zum 27. April 1969 in Berlin statt. Es war die dritte Fünfkampf-Weltmeisterschaft in Deutschland.

## Geschichte
Nach der kurzfristigen krankheitsbedingten Absage von Johann Scherz aus Österreich und Cayo Munoz aus Spanien wurde der Belgier Ludo Dielis nachnominiert. Für den niederländischen Fünfkampfmeister Hans Vultink, der aus beruflichen Gründen nicht teilnehmen konnte, spielte der niederländische Vizemeister Joop Roodenburg. Für das Turnier hatte das aber keine nachteiligen Folgen. Ausgerechnet der Nachrücker Ludo Dielis sicherte sich sensationell den Titel vor dem haushohen Favoriten und Titelverteidiger Raymond Ceulemans, der aber wieder einmal alle Turnierbestleistungen erzielen konnte. Für den 26-jährigen Lokalmatador Dieter Müller reichte es zum guten dritten Platz. Er unterstrich erstmals sein großes Können als Allrounder.

## Modus
Gespielt wurde das ganze Turnier im Round Robin Modus.
1. PP = Partiepunkte
2. MP = Matchpunkte
3. VGD = Verhältnismäßiger Generaldurchschnitt
4. BVED = Bester Einzel Verhältnismäßiger Durchschnitt

Ab 1965 wurde zur Berechnung des VGD die 'Portugiesische Tabelle' angewendet. Hierbei werden die verschiedenen Disziplinen nach einer Formel berechnet. Es wurde die portugiesische Tabelle von 1965 angewendet. Die Welt-Meisterschaften im Fünfkampf ab 1965 waren auch unter dem Namen 'Neo Pentathlon' bekannt.
Freie Partie: Distanz 500 Punkte
Cadre 47/2: Distanz 400 Punkte
Einband: Distanz 200 Punkte
Cadre 71/2: Distanz 300 Punkte
Dreiband: Distanz 60 Punkte
Der Fünfkampf wurde auch in dieser Spielfolge gespielt.
In der Endtabelle wurden erstmals die erzielten Matchpunkten vor den Partiepunkten und dem VGD gewertet.

## Abschlusstabelle
| Legende | Legende                                       |
| --- | --------------------------------------------- |
| Abk. | Bedeutung                                     |
| Pkt. | erzielte Punkte                               |
| Aufn. | benötigte Aufnahmen                           |
| ED | Einzeldurchschnitt                            |
| GD | Generaldurchschnitt                           |
| VGD | Verhältnismässiger Generaldurchschnitt        |
| BMD | Bester Mannschaftsdurchschnitt                |
| BED | Bester Einzeldurchschnitt                     |
| BSD | Bester Satzdurchschnitt                       |
| BEVD | Bester Einzel Verhältnismässiger Durchschnitt |
| HS | Höchstserie                                   |
| MP | Match Points                                  |
| PP | Partie Punkte                                 |
| G-U-V | Gewonnen-Unentschieden-Verloren               |
| SV | Satzverhältnis                                |
| WRP | Weltranglistenpunkte                          |
| | 1. Platz (Gold)                               |
| | 2. Platz (Silber)                             |
| | 3. Platz (Bronze)                             |
| | Bester GD des Turniers/Runde                  |
| | Bester VGD des Turniers/Runde                 |
| | Bester ED des Turniers/Runde                  |
| | Bester BVGD des Turniers/Runde                |
| | Beste HS des Turniers/Runde                   |
| (Evtl. finden nicht alle Begriffe Anwendung oder einige sind nicht aufgeführt. Diese können in der Liste der Karambolage-Begriffe nachgesehen werden.) |                                               |

| Endklassement              | Endklassement       | Endklassement | Endklassement | Endklassement | Endklassement | Endklassement | Endklassement | Endklassement | Endklassement |
| Platz                      | Name                | MP            | PP            | VGD           | BVED          |               |               |               |               |
| -------------------------- | ------------------- | ------------- | ------------- | ------------- | ------------- | ------------- | ------------- | ------------- | ------------- |
| 1                          | Ludo Dielis         | 12:0          | 47:13         | 212,68        | 451,43        |               |               |               |               |
| 2                          | Raymond Ceulemans   | 10:2          | 46:14         | 344,61        | 1427,36       |               |               |               |               |
| 3                          | Dieter Müller       | 8:4           | 38:22         | 148,23        | 294,94        |               |               |               |               |
| 4                          | Siegfried Spielmann | 6:6           | 30:30         | 95,64         | 222,01        |               |               |               |               |
| 5                          | Joop Roodenburg     | 4:8           | 21:39         | 67,91         | 75,92         |               |               |               |               |
| 6                          | Manuel Girves       | 2:10          | 14:46         | 68,70         | 149,14        |               |               |               |               |
| 7                          | Nobuaki Kobayashi   | 0:12          | 14:46         | 40,04         | –             |               |               |               |               |
| Turnierdurchschnitt: 92,13 |                     |               |               |               |               |               |               |               |               |

## Disziplintabellen
| Platz                      | Name                | MP   | Pkte. | Aufn. | GD     | BED    | HS  | VGD    |
| -------------------------- | ------------------- | ---- | ----- | ----- | ------ | ------ | --- | ------ |
| 1                          | Ludo Dielis         | 9:3  | 2509  | 24    | 104,54 | 500,00 | 500 | 104,54 |
| 2                          | Dieter Müller       | 8:4  | 2181  | 18    | 121,16 | 500,00 | 500 | 121,16 |
| 3                          | Siegfried Spielmann | 8:4  | 2504  | 26    | 96,30  | 500,00 | 500 | 96,30  |
| 4                          | Manuel Girves       | 6:6  | 1926  | 14    | 137,57 | 500,00 | 500 | 137,57 |
| 5                          | Raymond Ceulemans   | 6:6  | 2491  | 19    | 131,10 | 500,00 | 500 | 131,10 |
| 6                          | Joop Roodenburg     | 5:7  | 2272  | 44    | 51,63  | 500,00 | 500 | 51,63  |
| 7                          | Nobuaki Kobayashi   | 0:12 | 369   | 37    | 9,97   | –      | 101 | 9,97   |
| Turnierdurchschnitt: 78,30 |                     |      |       |       |        |        |     |        |

| Platz                      | Name                | MP   | Pkte. | Aufn. | GD    | BED    | HS  | VGD    |
| -------------------------- | ------------------- | ---- | ----- | ----- | ----- | ------ | --- | ------ |
| 1                          | Ludo Dielis         | 10:2 | 2142  | 23    | 93,13 | 200,00 | 302 | 407,53 |
| 2                          | Dieter Müller       | 10:2 | 2041  | 24    | 85,04 | 200,00 | 284 | 353,60 |
| 3                          | Raymond Ceulemans   | 10:2 | 2047  | 31    | 66,03 | 400,00 | 400 | 226,86 |
| 4                          | Manuel Girves       | 4:8  | 1605  | 45    | 35,66 | 50,00  | 191 | 91,06  |
| 5                          | Siegfried Spielmann | 4:8  | 1419  | 43    | 33,00 | 50,00  | 119 | 81,75  |
| 6                          | Joop Roodenburg     | 4:8  | 1415  | 54    | 26,20 | 57,14  | 139 | 57,60  |
| 7                          | Nobuaki Kobayashi   | 0:12 | 547   | 48    | 11,39 | –      | 92  | 18,78  |
| Turnierdurchschnitt: 41,85 |                     |      |       |       |       |        |     |        |

| Platz                     | Name                | MP   | Pkte. | Aufn. | GD    | BED   | HS | VGD    |
| ------------------------- | ------------------- | ---- | ----- | ----- | ----- | ----- | -- | ------ |
| 1                         | Raymond Ceulemans   | 10:2 | 1188  | 96    | 12,37 | 28,57 | 75 | 717,00 |
| 2                         | Ludo Dielis         | 10:2 | 1191  | 148   | 8,04  | 11,76 | 58 | 284,00 |
| 3                         | Dieter Müller       | 8:4  | 1004  | 166   | 6,04  | 8,69  | 70 | 128,00 |
| 4                         | Siegfried Spielmann | 6:6  | 959   | 162   | 5,91  | 9,52  | 41 | 121,95 |
| 5                         | Joop Roodenburg     | 4:8  | 958   | 174   | 5,50  | 10,52 | 38 | 105,25 |
| 6                         | Nobuaki Kobayashi   | 4:8  | 816   | 183   | 4,45  | 4,65  | 61 | 68,12  |
| 7                         | Manuel Girves       | 0:12 | 686   | 203   | 3,37  | –     | 37 | 37,40  |
| Turnierdurchschnitt: 6,00 |                     |      |       |       |       |       |    |        |

| Platz                      | Name                | MP   | Pkte. | Aufn. | GD    | BED    | HS  | VGD    |
| -------------------------- | ------------------- | ---- | ----- | ----- | ----- | ------ | --- | ------ |
| 1                          | Ludo Dielis         | 10:2 | 1744  | 45    | 38,75 | 60,00  | 193 | 222,50 |
| 2                          | Raymond Ceulemans   | 8:4  | 1546  | 38    | 40,68 | 100,00 | 176 | 242,40 |
| 3                          | Siegfried Spielmann | 8:4  | 1360  | 44    | 30,90 | 50,00  | 196 | 150,20 |
| 4                          | Dieter Müller       | 8:4  | 1591  | 65    | 24,47 | 50,00  | 170 | 105,02 |
| 5                          | Joop Roodenburg     | 4:8  | 1273  | 52    | 24,48 | 60,00  | 153 | 105,10 |
| 6                          | Manuel Girves       | 4:8  | 1229  | 67    | 18,34 | 27,27  | 162 | 62,21  |
| 7                          | Nobuaki Kobayashi   | 0:12 | 698   | 75    | 9,30  | –      | 55  | 17,40  |
| Turnierdurchschnitt: 24,45 |                     |      |       |       |       |        |     |        |

| Platz                      | Name                | MP   | Pkte. | Aufn. | GD    | BED   | HS | VGD    |
| -------------------------- | ------------------- | ---- | ----- | ----- | ----- | ----- | -- | ------ |
| 1                          | Raymond Ceulemans   | 12:0 | 360   | 260   | 1,384 | 2,142 | 9  | 405,71 |
| 2                          | Nobuaki Kobayashi   | 10:2 | 349   | 350   | 0,977 | 1,395 | 8  | 85,95  |
| 3                          | Ludo Dielis         | 8:4  | 320   | 395   | 0,810 | 1,050 | 7  | 44,83  |
| 4                          | Dieter Müller       | 4:8  | 330   | 449   | 0,734 | 1,052 | 7  | 33,40  |
| 5                          | Siegfried Spielmann | 4:8  | 293   | 428   | 0,684 | 0,689 | 6  | 28,00  |
| 6                          | Joop Roodenburg     | 4:8  | 252   | 420   | 0,600 | 0,840 | 6  | 20,00  |
| 7                          | Manuel Girves       | 0:12 | 226   | 422   | 0,535 | –     | 5  | 15,30  |
| Turnierdurchschnitt: 0,781 |                     |      |       |       |       |       |    |        |